# テラフォーミング・マーズ
『テラフォーミング・マーズ』（原題：Terraforming Mars）は、スウェーデンのFryxGames社がデザインし、アメリカのStronghold Games社より2016年に発売されたボードゲーム。2017年ドイツゲーム大賞受賞。ゲームデザインはヤーコプ・フリクセリウス（Jacob Fryxelius）。日本語版は2017年にアークライトより発売された。また、カードゲーム版『アレス・エクスペディション』が2021年（日本語版は2022年）に、ダイスゲーム版が2023年（日本語版も同年）に発売された。

## 概要
近未来を舞台に、各プレイヤーは火星へ投資する企業となって火星のテラフォーミングを推進し、ゲーム終了時に最も勝利点（Victory Points）を稼いだプレイヤーが勝者となる。プレイ人数は1～5名。なお多人数プレイ時と1人プレイ時とでは、初期パラメータと終了条件に若干の相違がある。
全プレイヤーが共有するパラメータとして、火星の気温、酸素濃度、海洋面積率の3種（総合して「グローバル・パラメータ」と呼ぶ）があり、これらを上昇させることで勝利点を稼ぐことができる。ただし、グローバル・パラメータが3種ともゲーム内で設定された最大値に達すると、ゲーム終了となる。
グローバル・パラメータを上昇させるには、資金や資材を投資して「プロジェクト」を実行する必要がある。具体的には、所持金や手持ちの資材を支払って、手札（プロジェクト・カード）若しくはゲーム盤面に描かれた「標準プロジェクト」をプレイすることになる。なおプロジェクト・カードを新たに手に入れるにも、所持金を支払う必要がある。プロジェクト・カードの中には、プレイすることで直接勝利点を得られるカードも存在する。
プレイヤーがテラフォーミングに貢献した度合いを示すパラメータとしてTR（地球化指数、Terraforming Rate）があり、これは勝利点の基礎値であると同時に、プレイヤーの現金収入の基準値でもある。グローバル・パラメータを上昇させるとTRも上昇する（ため、勝利点と現金を稼ぐことができる）。

## ゲームの進行

### プレイの準備
- 各種のゲームボードとマーカー、緑地/都市タイル、海洋タイルを準備する。
  - 拡張セットに同梱されている追加のゲーム盤やマーカーについては、その拡張セットの指示に従って準備する。
- プロジェクト・カードをシャッフルし山札にする。
  - 拡張セットに同梱されている追加カードについては、その拡張セットの指示に従って準備する。
- 各プレイヤーは「企業カード」を受け取り1枚プレイする。プレイヤーが経営する企業を示すカードで、「得意分野」に応じた資産や特殊能力を持つ。プレイした企業カードに書かれた最初の資産を受け取る。プレイされなかった企業カードは捨て札とし、そのゲーム中は使用しない。

### プレイの手順
テラフォーミング・マーズにおいて、ゲーム内時間は「世代（Generations）」と呼ばれる単位で管理される。一般的なゲームと異なり、全プレイヤーの手番が一巡することと1回分の「世代」は同一ではない。
基本セットにおいて世代は以下の4フェイズで構成される。拡張セットで新たなフェイズが追加される場合は、その拡張セットの指示に従って処理する。
1. 手番順フェイズ（Player Order phase）
親プレイヤーの交代を処理するフェイズ。
親マーカーを次の親プレイヤーへ受け渡し、世代マーカーを1つ進行させる。以降のフェイズで全プレイヤーが何某かの処理をする必要があれば、親プレイヤーから順に時計回りに処理する。
2. 研究開発フェイズ（Research phase）
手札を補充するフェイズ。
各プレイヤーは手番順に、プロジェクトの山札からカードを引き（第1世代は10枚、以降の世代では4枚）、その中から任意のカードを購入する（購入しなくてもよい）。手札の枚数に上限はない。購入されなかったプロジェクト・カードは裏向きで捨て札とし、プロジェクトの山札がなくなった際にシャッフルし新たな山札となる。
3. アクション・フェイズ（Action phase）
各プレイヤーのアクションを処理するフェイズ。全プレイヤーがアクションをパスするまで、次のフェイズには移らない。
各プレイヤーは手番順に、以下のアクションから1つまたは2つ選択してプレイする（同種のアクションを2回選択しても良い）。手番をパスしても良いが、その場合、次のフェイズに移るまで何もできなくなる。全員がパスするまで、手番を何巡しても良い。全員が手番をパスしたら、次のフェイズへ進行する。
  1. 所定のコストを支払い、アクションを1つプレイする。プレイできるアクションは、大きく分けて以下の3種。
    - ゲーム盤に書かれた「標準アクション」のいずれかを1つ。
    - 手札のプロジェクト・カードのいずれかを1枚。カードによってはコスト以外にも条件を満たさなければ使えないものがある。
    - 事前に自分の場に置かれたいずれかの「青いプロジェクト・カード」のアクションを1つ。直前に場に出したばかりのカードでも構わない。アクションを使ったカードは次の世代まで使えなくなる。

  2. 条件を満たしたうえで所定のコストを支払い、勝利点ボーナスを1つ有効にする（1人プレイ時は不可）。有効にできるボーナスは、大きく分けて以下の2種。
    - 称号（Milestones）を1つ獲得。有効化したプレイヤーのみ得られる「早い者勝ち」のボーナス。
    - 褒賞（Awards）を1つ設立。全員で共有し、ゲーム終了時に所定の条件の上位プレイヤーがボーナスを獲得する。

称号および褒賞はそれぞれ5種ずつあるが、ゲーム開始時には全て無効である。各プレイヤーは1人につき称号1種と褒賞1種を有効化できる（しなくても良い）。ただし有効化できるのは、全員で合わせて最大3種ずつである。
  3. 所定の資源を支払い、「グローバル・パラメータ」に関するマーカーを操作する。支払える資源と行う処理は、大きく分けて以下の2種。
    - 植物資源8個を支払い、緑地タイルをゲーム盤に配置する。このとき、可能な限り「自分に領有権があるタイル」に隣接するよう配置し、新たに配置した緑地タイルにも領有権を示すプレイヤー・マーカーを置く。
    - 発熱資源8個を支払い、温度マーカーを1段階上昇させる。

これらのアクションの効果によって、温度マーカーや酸素マーカーが上昇したり、緑地タイルや海洋タイルを配置した際は、TRも1段階上昇させる。
  - 緑地タイルの配置そのものにTRを上昇させる効果はないが、酸素マーカーを上昇させる効果がある。そのため、酸素マーカーの上昇効果によってTRも上昇する。
  - 緑地タイルを置かずに、酸素マーカーを直接上昇させる効果も存在する。このときTRも上昇する。
  - 海洋タイルの場合、タイルの配置そのものにTRを上昇させる効果がある。
  - 温度マーカーや酸素マーカーが一定値に達したとき、他のパラメータを上昇させるボーナスがある。このボーナスによって更に他のグローバル・パラメータが上昇し、ボーナスの連鎖が起きることがある。
  - 温度マーカーや酸素マーカーが最大値のとき、それらを上昇させるアクションはプレイできるが、温度マーカーや酸素マーカーの上昇そのものは起きないため、TRも上昇しない。
4. 産出フェイズ（Production phase）
世代を終了するために、資源や終了条件の確認、状況のリセット等を処理するフェイズ。
各プレイヤーは以下の処理を行う。
  1. 所有する電力を、全て発熱に変換する（プレイヤーボード上の電力置き場にある資源キューブを全て発熱置き場へ移動する）。このため電力は次の世代へ持ち越せない。
  2. 使用済みの「青いプロジェクト・カード」をリセットする。
  3. 産出量に応じた各資源を獲得する。現金は自身のプレイヤー・マーカーが置かれているTR表の値に、プレイヤーボード上の修正値を加えた数値が収入となる。その他の資源は、プレイヤーボード上に示された産出量の数値だけ獲得する。

これらの処理を終えたとき、ゲームの終了条件を満たしていれば、ゲームを終了し勝利点の計算を行う。終了条件を満たしていない場合、次の世代に進みゲームを続行する。1人プレイの場合、グローバル・パラメータの値を問わず第14世代でゲーム終了となる。

### プレイの後処理
勝利点を計算する前に、各プレイヤーは手番順に植物8個を緑地タイルへ変換し配置して良い。緑地タイルの配置に伴う各種の処理は、ゲームの進行中と同様に行う（TR値のみ増減なし）。
続いて各プレイヤーごとに勝利点の計算を行い、最高点を獲得したプレイヤーがゲームの勝者となる。勝利点はTR、称号、全ての褒賞、緑地タイルの数（領有する緑地タイルの数、および領有する都市タイルに隣接した領有者不問の緑地タイルの数）、自分の場に置かれたカードの上にある資源の数、自分の場に置かれたカードに記述された勝利点の合計となる。プレイされなかった手札の勝利点や、プレイヤーボード上の現金を含む資源の数、資源の産出量は原則として数えないが、勝利点が同点の場合は所持金の多い方が勝者となる。
1人プレイの場合、第14世代終了までに3種のグローバル・パラメータを全て最大値にすることが目標となり、勝利点を直接の目標とはしていない。しかしグローバル・パラメータを上昇させることは勝利点を稼ぐことでもあるため、高得点を狙うことが目標達成の目安となる。

## ラインナップ

### ゲーム本体

#### ボードゲーム版
テラフォーミング・マーズ～火星地球化計画～
基本セット。2016年9月発売（日本語版は2017年10月発売）。内容物はメインのゲーム盤および基本のカード、マーカー、ルールブック等。
拡張セット「企業時代（Corporate Era）」が最初から同梱されている。
テラフォーミング・マーズ拡張 ヘラス＆エリシウム（Hellas & Elysium）
拡張セット第1弾。2017年8月発売（日本語版は2018年8月、ヴィーナス・ネクストと同日発売）。内容物は差し替え用のメインのゲーム盤（1枚2面）。
ルール等の追加や変更はなし（ノクティス市タイルは通常の都市タイルと同様の扱い）。また称号および褒賞は基本セットのゲーム盤のものとは異なる。
テラフォーミング・マーズ拡張 ヴィーナス・ネクスト（Venus Next）
拡張セット第2弾。2017年12月発売（日本語版は2018年8月、ヘラス＆エリシウムと同日発売）。内容物はサブのゲーム盤および対応するカード、マーカー等。
補助として金星のテラフォーミングを行うセット。
テラフォーミング・マーズ拡張 プレリュード（Prelude）
拡張セット第3弾。2018年8月発売（日本語版は2019年7月、コロニーズと同日発売）。内容物は追加のカード等。
テーマは「テラフォーミングの加速」。「企業カード」とは似て非なる新たな特殊能力がゲーム開始時から使えるようになるセット。
テラフォーミング・マーズ拡張 コロニーズ（Colonies）
拡張セット第4弾。2018年11月発売（日本語版は2019年7月、プレリュードと同日発売）。内容物はサブのゲーム盤および対応するカード、マーカー等。
テーマは「太陽系外への入植」。補助として他の惑星や衛星にコロニーを建設し交易するセット。
テラフォーミング・マーズ上級拡張 動乱（Turmoil）
拡張セット第5弾。2019年12月発売（日本語版は2020年3月発売）。内容物はサブのゲーム盤および対応するカード、マーカー等。
地球に存在する「世界政府」の影響力に応じるべく、代議員を送り込み世界政府へ介入を行うセット。
北米における販売代理店Stronghold Games社主催のキックスターターにて、限定版（全12言語）が先行販売された（現在は販売終了）。
テラフォーミング・マーズ拡張 プレリュード2（Prelude 2）
拡張セット第6弾の1。2024年10月発売（日本語版は2024年11月発売）。内容物は追加のカード等。
プレリュードの第2弾。ヴィーナス・ネクスト、コロニーズ、動乱で導入された追加要素を含むセット。
Stronghold Games社主催のキックスターターにて、Automaと同時に追加特典の有無が選択できる限定版（英語のみ）が先行販売された。
（AUTOMA Solo Expansion）
拡張セット第6弾の2。2024年10月発売予定（日本語版は未発売）。内容物はサブのゲーム盤および追加のカード等。
1人プレイ時の対戦相手となる仮想プレイヤー「オートマ」を導入するセット。
基本ルールの1人プレイ時には特に行動しない「中立的」な仮想プレイヤーと共にプレイするが、「オートマ」はAIにより能動的に行動し、ゲーム状況によってはプレイヤーの障害となり得る。
Stronghold Games社主催のキックスターターにて、Prelude 2と同時に追加特典の有無が選択できる限定版（英語のみ）が先行販売された。
テラフォーミング・マーズ拡張 ユートピア＆キンメリア（Utopia & Cimmeria）
拡張セット第6弾の3。2024年10月発売（日本語版は2024年12月発売）。内容物は差し替え用のメインのゲーム盤（1枚2面）。
Stronghold Games社主催のキックスターターにて先行販売された、プレリュード2およびAUTOMAの追加特典である追加マップの厚紙ボード版。キックスターターではアマゾニス&ボレアリスとセットで専用収納ボックス（独立型と3D地形ボックス拡張型の2タイプから選択）付きで追加特典とされた。
ルール等の追加や変更はなし（ノクティス市タイルは通常の都市タイルと同様の扱い）。また称号および褒賞は基本セットのゲーム盤のものとは異なる。
テラフォーミング・マーズ拡張 アマゾニス＆ボレアリス（Amazonis & Vastitas）
拡張セット第6弾の4。2024年10月発売（日本語版は2024年12月発売）。内容物は差し替え用のメインのゲーム盤（1枚2面）および追加のタイルやボード。
Stronghold Games社主催のキックスターターにて先行販売された、プレリュード2およびAUTOMAの追加特典である追加マップの厚紙ボード版。キックスターターではユートピア&キンメリアとセットで専用収納ボックス（独立型と3D地形ボックス拡張型の2タイプから選択）付きで追加特典とされた。
ルール等の追加や変更はなし（ノクティス市タイルは通常の都市タイルと同様の扱い）。また称号および褒賞は基本セットのゲーム盤のものとは異なる。なお追加のタイルやボードは他マップよりマス数が多いアマゾニス平原マップに対応するためのもの。

#### カードゲーム版
テラフォーミング・マーズ・カードゲーム：アレス・エクスペディション（Ares Expedition）
独立セット。2021年6月発売（日本語版は2022年2月発売）。プレイ人数は1～4人、対象年齢は14歳以上。内容物はメインのゲーム盤および基本のカード、マーカー、ルールブック等。
ボードゲーム版の基本セットをカードゲームへリメイクしたもの。ゲーム盤はグローバル・パラメータとTRを示すだけのものとして小型化し、都市タイルや電力資源等いくつかの要素は廃止された。またカードゲーム化に伴いカードデザインやフェイズ進行が大幅に変更され、特にフェイズ進行は全プレイヤーが同時進行できるようになっている。ちなみにタイルの大きさはボードゲーム版と同一のため、3Dタイルの流用も可。
Stronghold Games社主催のキックスターターにて、基本セットや拡張セット、追加特典の有無が選択できる限定版（英語のみ）が先行販売された（現在は販売終了）。
（Ares Expedition： Discovery · Foundations · Crisis）
アレス専用の拡張セット第1弾。2023年1月発売（日本語版は未発売）。小型拡張3種セット。英語圏ではそれぞれ単品販売もされている。
Stronghold Games社主催のキックスターターにて、追加特典の有無が選択できる限定版（英語のみ）が先行販売された（現在は販売終了）。
（Ares Expedition： Discovery）
日本語版の単品は未発売。「称号（Milestones）」や「褒賞（Awards）」などカードゲーム化によって削られたボードゲーム版要素の一部をアレス・エクスペディションに追加するセット。
（Ares Expedition： Foundations）
日本語版の単品は未発売。アレス・エクスペディションを5人または6人でプレイできるように追加されたボードやカード、コマ類をまとめたセット。Crisisとの併用は不可。
アレス・エクスペディション拡張 クライシス（Ares Expedition： Crisis）
日本語版の単品は2024年7月発売。アレス・エクスペディションに協力プレイ専用ルール「クライシス（危機）・モード」を追加するセット。4人以下専用でありFoundationsとの併用は不可。
地球化が完了した火星が災害により「逆テラフォーミング」するのを阻止し、再地球化を目指す。一部のプロジェクト・カードはクライシス・モードで使用できないため、キックスターターでは追加特典として、クライシス・モードで使用できるプロジェクト・カードのみをセットにした「Crisis Accessory Pack」も提供された。

#### ダイスゲーム版
テラフォーミング・マーズ ダイスゲーム（The Dice Game）
独立セット。2023年10月発売（日本語版も同月発売）。内容物はメインのゲーム盤および基本のダイス、カード、マーカー、ルールブック等。なおカードは55×77mmの特殊サイズとなっている。
ボードゲーム版の基本セットをダイスゲームへリメイクしたもの。ゲーム盤は小型化し、それに伴いタイルも小型化、全てピクトグラムを用いたデザインに変更されている。またダイスゲーム化に伴いカードデザインやフェイズ進行が大幅に変更されている。
Stronghold Games社主催のキックスターターにて、基本セットや追加特典の有無が選択できる限定版（英語のみ）が先行販売された（現在は販売終了）。

### 公式サプライ

#### ボードゲーム版
Terraforming Mars Cubes（あるいは Terraforming Mars： Plastic Cube Set）
日本未発売。基本セット同梱の資源キューブと各マーカー（いずれもプラスチック製キューブ）のみのセット。
GeekUp Mini： Terraforming Mars 1st Player Figure（あるいは Terraforming Mars： Rover First Player Marker）
日本未発売。BGG（ボードゲームギーク）とのコラボによる、火星探査車型の親マーカー。
Terraforming Mars Card Sleeves
日本未発売。公式イラストレイターによるイラストが描かれたカードスリーブ。企業カード用、プロジェクト・カード用、プレリュード・カード用、世界的命題カード用の4種セット。
テラフォーミング・マーズ 標準 プロモカードセット（あるいは オリジナルプロモパック）
日本語版は2020年3月発売。基本セットの初版特典であるプロモーションカード（元となった英語版はBGGとのコラボカード）のみのセット。2024年再版分より名称が「オリジナルプロモパック」に変更された。
テラフォーミング・マーズ 2層式プレイヤーボード
日本では2020年3月発売。キックスターター版『動乱』の特典である2層式プレイヤーボードのみのセット。基本セット同梱の薄紙のプレイヤーボードと異なり、ボードに厚みが加わりマーカーを入れる凹みがある。
テラフォーミング・マーズ 動乱 プロモカードセット
日本語版は2020年3月発売。キックスターター版『動乱』の特典であるプロモーションカードのみのセット。
テラフォーミング・マーズ 2021年版プロモカードセット
日本語版は2021年10月発売。キックスターター版『3D地形ボックス』の特典であるプロモーションカードのみのセット。
テラフォーミング・マーズ 3D地形ボックス（Big Box + 3D Tiles!）
日本語版は2021年10月発売。3Dタイルと大型ストレージボックス（基本セットおよびヘラス＆エリシウムから動乱までの5種の拡張セットが全て収納可能）のセット。一部の3Dタイルに対応する差し替え用プロジェクト・カードと厚紙タイル、各グローバル・パラメータに対応した造型の3Dマーカーが同梱。
Stronghold Games社主催のキックスターターにて、特典プロモーションカード付きでゲーム本体や追加特典の有無が選択できる限定版（英語のみ）が先行販売された。なお、追加特典の中には上述の火星探査車型マーカー、カードスリーブ、2層式プレイヤーボードも含まれている。
Terraforming Mars： Small Box（あるいは Terraforming Mars： 3D Tiles）
日本未発売。『3D地形ボックス』の3Dタイル一式のみのセット。Stronghold Games社主催のキックスターターにて、特典プロモーションカード付きで『3D地形ボックス』と同時に先行販売された。
TM： City Domes
日本未発売。キックスターター版『3D地形ボックス』の追加特典である3D都市タイル用ドーム型キャップのみのセット。『3D地形ボックス』同梱の3D都市タイルに被せて「ドーム都市」化するためのもの。
TM： Metal Cubes
日本未発売。キックスターター版『3D地形ボックス』の追加特典である金属製資源キューブのみのセット。
TM： Trade Fleets
日本未発売。キックスターター版『3D地形ボックス』の追加特典である宇宙船型の通商艦隊コマおよび議長席コマのみのセット。
テラフォーミング・マーズ シーズンプロモカードセット2022
日本語版は2023年1月発売。ゲームマーケット2022秋でくじ景品として先行配布されたプロモーションカード（元となった英語版は期間限定の通販特典カードのうち2021年配布分）のみのセット。
Neoprene Mat
日本未発売。マップと『動乱』までの全拡張の追加ボードを一体化したゲーム盤を、ネオプレーン製マットに印刷したもの。元はファン作成の公認ゲーム盤で、画像だけであれば製作者のサイトから無料ダウンロード可能。
公式マップであるタルシス（基本セット）、ヘラス、エリシウムの他に、ファン作成マップのUtopia Planitia（ユートピア平原）、Terra Cimmeria（キンメリア大陸）、Vastitas Borealis（ボレアリス荒野）が販売されている。またプレリュード2およびAutomaのキックスターターキャンペーン時に、ファン作成マップのAmazonis Planitia（アマゾニス平原）も追加された。
3D Tiles for Amazonis Planitia（あるいは Amazonis Planitia 3D Tiles）
日本未発売。Amazonis Planitia（アマゾニス平原）マップに同梱されている追加の厚紙タイルに対応した、追加の3Dタイルおよびドーム型キャップのセット。
テラフォーミング・マーズ拡張 称号と褒章（Milestones & Awards）
日本語版は2024年12月発売。マップによって固定されている「称号」および「褒賞」部分を抽出したタイルで、「称号」および「褒賞」にランダム性を持たせるためのもの。抽出元のマップは公式マップ3面およびNeoprene Matで追加されたファン作成マップ4面の計7面で、「称号」35種、「褒賞」35種の全70種。一部の「称号」と「褒賞」はマップのものとは異なる新規のものになったり、条件となる数値に変更が加えられたりしている。
テラフォーミング・マーズ シーズンプロモカードセット2023
日本語版は2024年2月発売。ゲームマーケット2023秋でくじ景品として先行配布されたプロモーションカード（元となった英語版は期間限定の通販特典カードのうち2022年配布分）のみのセット。
テラフォーミング・マーズ拡張 プレリュード2プロモパック（Prelude 2 Kickstarter Promo Pack）
日本語版は2024年11月発売。ゲームマーケット2024秋でくじ景品として先行配布されたプロモーションカード（元となった英語版はキックスターター版『プレリュード2』および『Automa』の特典であるプロモーションカード）のみのセット。
TM： Prelude 2 Sleeve Set
日本未発売。キックスターター版『プレリュード2』および『Automa』の追加特典である、公式イラストレイターによるイラストが描かれたカードスリーブで、『プレリュード2』およびプロモに同梱されている各種カード用スリーブのセット。
TM： Automa Sleeve Set
日本未発売。キックスターター版『プレリュード2』および『Automa』の追加特典である、公式イラストレイターによるイラストが描かれたカードスリーブで、『Automa』に同梱されている各種カード用スリーブのセット。
TM： Big Box Extension
日本未発売。キックスターター版『プレリュード2』および『Automa』の追加特典である、厚紙製マップ全種を3D地形ボックスに収納するための拡張部品一式を単品販売したもの。マップは付属しない。
TM： Cardboard Map Standalone Box (Empty)
日本未発売。キックスターター版『プレリュード2』および『Automa』の追加特典である、厚紙製マップ全種を収納するための専用箱を単品販売したもの。マップは付属しない。
TM： Fan-Made Boards - 3 Mat Box
日本未発売。キックスターター版『プレリュード2』および『Automa』の追加特典である、Neoprene Mat のうち公式マップ3面（タルシス、ヘラス、エリシウム）が収納可能な専用ボックス。該当のNeoprene Matが同梱されたものと空箱のみがそれぞれ販売されている。
TM： Fan-Made Boards - 4 Mat Box
日本未発売。キックスターター版『プレリュード2』および『Automa』の追加特典である、Neoprene Mat のうち公認マップ4面（ユートピア、キンメリア、アマゾニス、ボレアリス）が収納可能な専用ボックス。該当のNeoprene Matが同梱されたものと空箱のみがそれぞれ販売されている。
テラフォーミング・マーズ シーズンプロモカードセット2024
日本語版は2025年6月発売。ゲームマーケット2025春でくじ景品として先行配布されたプロモーションカード（元となった英語版は期間限定の通販特典カードのうち2023年配布分、およびSpielbox Magazine 2023年2号付録）のみのセット。

#### カードゲーム版
Ares Expedition： Sleeve Set
日本未発売。公式イラストレイターによるイラストが描かれたカードスリーブ。フェイズ・カード用、企業カード用、プロジェクト・カード用の3種セット。
Ares Expedition Neoprene Play Mats
日本未発売。キックスターター版アレス基本セットの追加特典で、プレイヤーボードと各種カードの置き場をネオプレーン製マットに印刷したもの。
テラフォーミング・マーズ・カードゲーム：アレス・エクスペディション プロモカードセット
日本語版は2022年12月発売。アレス基本セットの初版特典であるプロモーションカードのみのセット。
Ares Expedition： Crisis Accessory Pack
日本未発売。キックスターター版アレス拡張Discovery · Foundations · Crisisの追加特典で、クライシス（危機）モードで使用可能なプロジェクト・カードのみを裏面違いでセットにしたもの。
アレス基本セットに収録されたプロジェクト・カードの一部はクライシス・モードで使用できないため、通常モードとクライシス・モードではカード構成を変える必要があり、その手間を省くためのクライシス・モード専用のカードセット。

#### ダイスゲーム版
Neoprene Game Boards
日本未発売。キックスターター版ダイスゲームの追加特典で、ゲーム盤をネオプレーン製マットに印刷したもの。
サイズが2種類あり、ダイスゲーム版タイルに合わせたサイズと、ボードゲーム版3Dタイルに合わせたサイズになっている。
テラフォーミング・マーズ ダイスゲーム プロモカード
日本語版は2023年10月発売。ダイスゲームの初版特典であるプロモーションカードのみのセット。

### コンピュータゲーム
Steam版、Android版、iOS版
Steam版は2018年10月17日リリース。Android版およびiOS版は2019年12月4日リリース。配信元はAsmodee Digital。
ボードゲーム版の基本セットをデジタルアプリ化したもので、日本語非対応。ソロプレイ、対CPU戦、1台の端末を交代で利用するローカル対戦、オンライン対戦が可能。
有料DLCとして、2020年12月に拡張セット「プレリュード」が、2022年5月に拡張マップ「ヘラス＆エリシウム」が、2023年11月に拡張セット「ヴィーナス・ネクスト」が、2024年9月にミニ拡張「オリジナルプロモパック（内容は公式サプライの標準プロモカードセットと同一）」が実装された。